# Unsere Zeitung
Unsere Zeitung (UZ) war eine 1946 bis 1960 im kommunistischen Globus-Verlag (Wien) erscheinende österreichische Kinder- und Jugendzeitschrift, an der zum Teil profilierte Autoren und Illustratoren mitwirkten.
Die Kinderzeitschrift begann ihr Erscheinen mit der Nummer vom 1. Juli 1946. Die Blattlinie war, entsprechend jener der KPÖ, österreich-patriotisch, das Blatt konnte zunächst weit über den engen Kreis der kommunistisch orientierten Familien hinaus Verbreitung gewinnen. Autorinnen wie Mira Lobe und Friedl Hofbauer, Illustratorinnen wie Susi Weigel, Else Weichberger und Susanne Wenger sorgten für eine attraktive Gestaltung. 1954 erregten die 3D-Beilagen der Zeitschrift Aufsehen. In den 1950er Jahren reduzierte sich der Marktanteil der UZ, nicht zuletzt aufgrund der wachsenden Dominanz der „Wunderwelt“ und der zunehmenden Marginalisierung der KPÖ nach den Oktoberstreiks 1950 und dem Volksaufstand in Ungarn von 1956. Mit Heft 24/1960 wurde die UZ als selbstständige Kinderzeitschrift eingestellt, aber bis 1964 als Beilage der KPÖ-Zeitschrift Stimme der Frau weitergeführt.
Im Rahmen der Ausstellungsvorbereitung „60 Jahre Wunderwelt - Kinderwelt“, die das Österreichische Werbemuseum gemeinsam mit dem Bezirksmuseum Alsergrund ebendort (1090 Wien, Währinger Str. 43) vom 9. Oktober 2008 – 1. Februar 2009 organisierte, hat sich Werbemuseumsbetreiber Peter Suschny forschungsmäßig in die Alfred Klahr Gesellschaft begeben, wo interessierte Menschen sich in der Bibliothek Exemplare dieser für die damalige Zeit sehr modernen Zeitschrift durchlesen können, da es schon die ersten Star-Sammel-Fotos in den 1950ern gab (allerdings noch schwarz-weiß) und sogar Adventbasteleien enthalten waren.
Im Gegensatz zur „Kinderpost“ und „Freundschaft“ überlebte die Kinderzeitschrift nur knapp die 1950er-Jahre.